# Dżamala (Syria)
Dżamala (arab. جمالة) – wieś w Syrii, w muhafazie Hama. W 2004 roku liczyła 725 mieszkańców.